# Politický systém Estonska

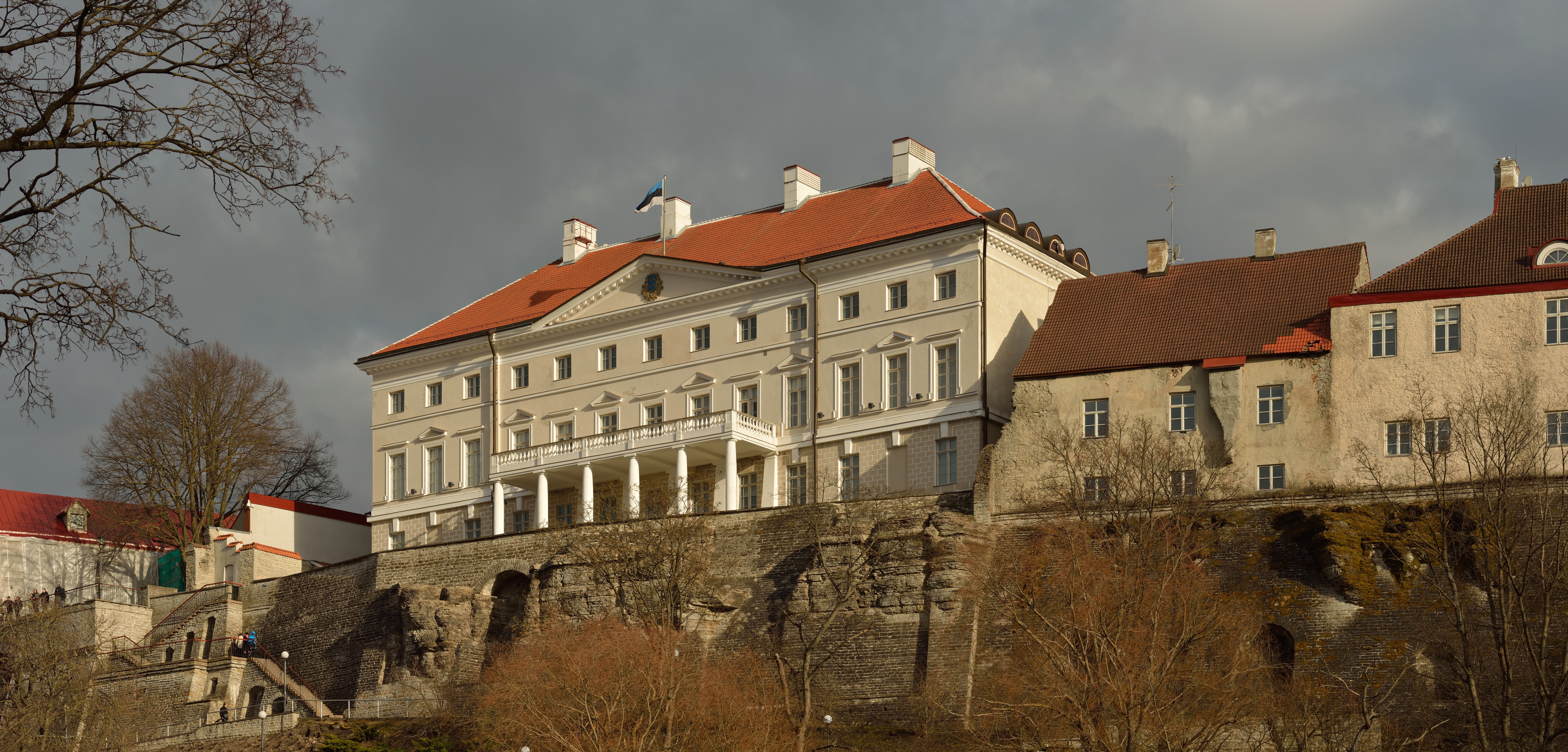
Palác Stenbock, sídlo Estonské vlády

Estonská republika je zastupitelská demokracie, parlamentní republika s vícestranickým systémem.
Zákonodárná moc náleží jednokomorovému parlamentu zvaného Riigikogu, který má 101 poslanců, kteří jsou voleni na 4 roky. Zákonodárnou iniciativu mají jednotliví poslanci, parlamentní frakce, parlamentní výbory a vláda.
Funkční období prezidenta je 5 let a jedna osoba může být prezidentem nanejvýš ve dvou po sobě následujících funkčních obdobích. Prezident republiky je volen nepřímo jednokomorovým estonským parlamentem. Vládu sestavuje premiér jmenovaný prezidentem. Riigikogu vládu schvaluje vyslovením důvěry většinou členů.
Nejvyšší soudní instancí je Národní soud (Riigikohus) s 19 soudci. Předseda soudu je nominován prezidentem a schvalován parlamentem. Zbylé soudce pak nominuje předseda soudu, nicméně k jejich potvrzení ve funkci je opět potřeba schválení parlamentem.
Kromě běžného hlasování ve volební místnosti je v Estonsku možné hlasovat i prostřednictvím internetu. Elektronické hlasování bylo poprvé použito v komunálních volbách v roce 2005.
Estonsko je členem Severoatlantická aliance, Evropské unie, Mezinárodního měnového fondu a Organizace pro hospodářskou spolupráci a rozvoj.